# Катастрофа DC-8 в Окленді
Катастрофа DC-8 в Окленді — авіаційна катастрофа, що сталася 4 липня 1966 року. Авіалайнер Douglas DC-8-52 новозеландської авіакомпанії Air New Zealand з реєстраційним номером ZK-NZB виконував навчальний рейс Окленд—Окленд, але під час зльоту з ЗПС №23 аеропорту Окленд літак почав кренитися і впав в 30 м правіше злітно-посадкової смуги і при цьому повністю зруйнувався. 2 з 5 членів екіпажу, що знаходились на його борту, загинули.
Ця авіакатастрофа стала першим серйозним інцидентом в історії авіакомпанії Air New Zealand.

## Літак
Літак із реєстрацією ZK-NZB був випущений компанією «Douglas Aircraft Company» і був другим Douglas DC-8-52, доставленим авіакомпанії в серпні 1965 року. На момент катастрофи йому був рік.

## Хронологія подій
Літак вилетів о 15:59. Невдовзі після повороту літак почав підніматися швидше та вище, ніж зазвичай, праве крило опустилося, і літак почав повертати праворуч. Літак не зміг набрати швидкість і висоту, правий кінчик крила вдарився об землю і розвернувся, розпадаючись, початковий удар стався на відстані 3865 футів (1178 м) за порогом і 97,5 футів (30 м) праворуч від злітно-посадкової смуги №23, літак був повністю знищений.

## Причина
Катастрофа сталася через зворотну тягу, застосовану під час симуляції відмови двигуна №4 під час зльоту. Ситуація сталася, коли дуже швидке переміщення важеля приводу назад призвело до того, що відповідний важіль тяги гальма перейшов у зворотне холосте положення. Після зльоту мінімальна керована швидкість (MCS), необхідна для подолання цього ненормального стану дисбалансу тяги, ніколи не була досягнута. Ситуація була розпізнана пілотами та виправлена, але не було достатньо часу та висоти, щоб літак міг відновитися.